# Bidens laevis
Bidens laevis es una especie de planta fanerógama de la familia de las asteráceas.

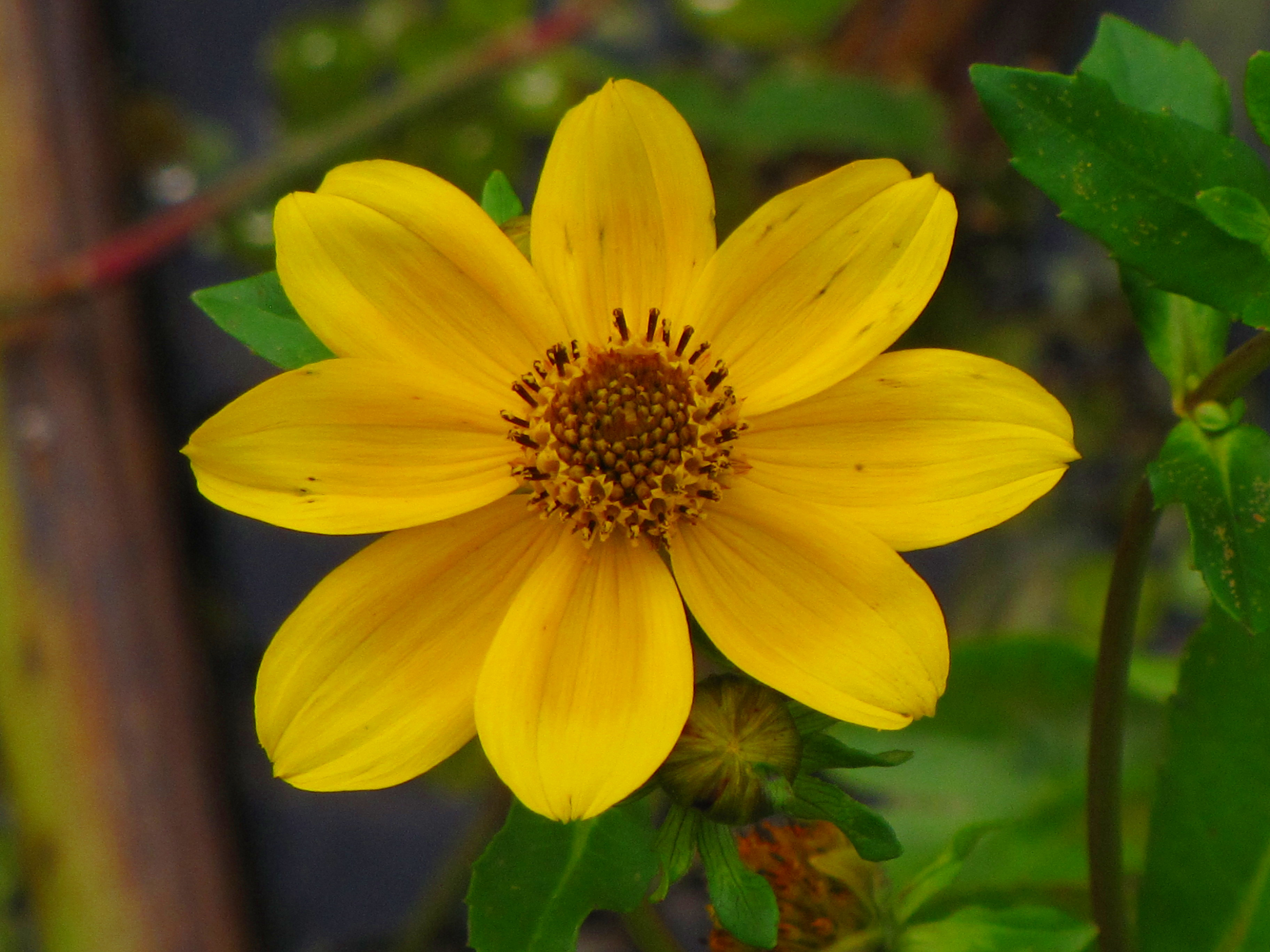
Detalle de la flor

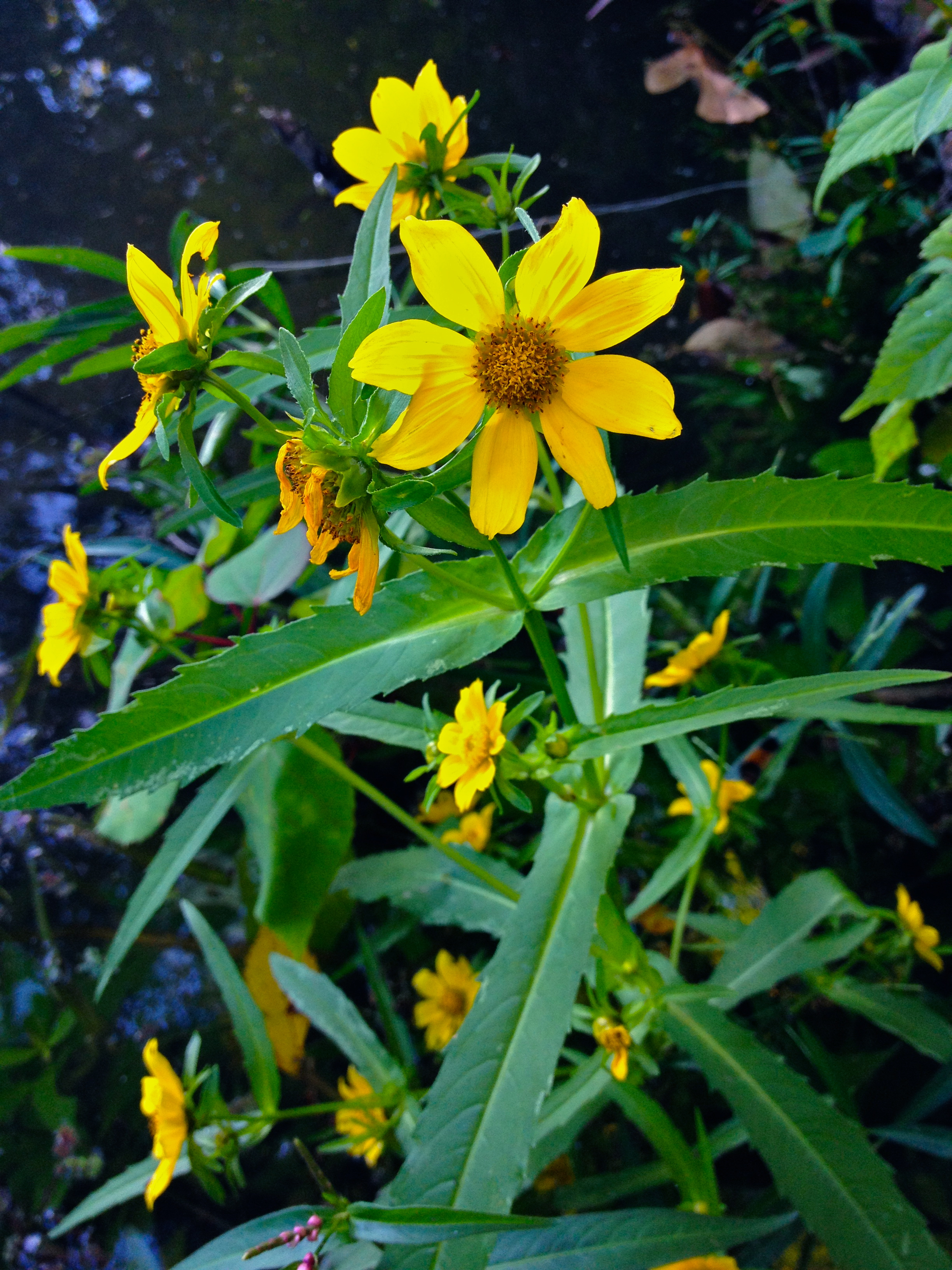
Vista de la planta

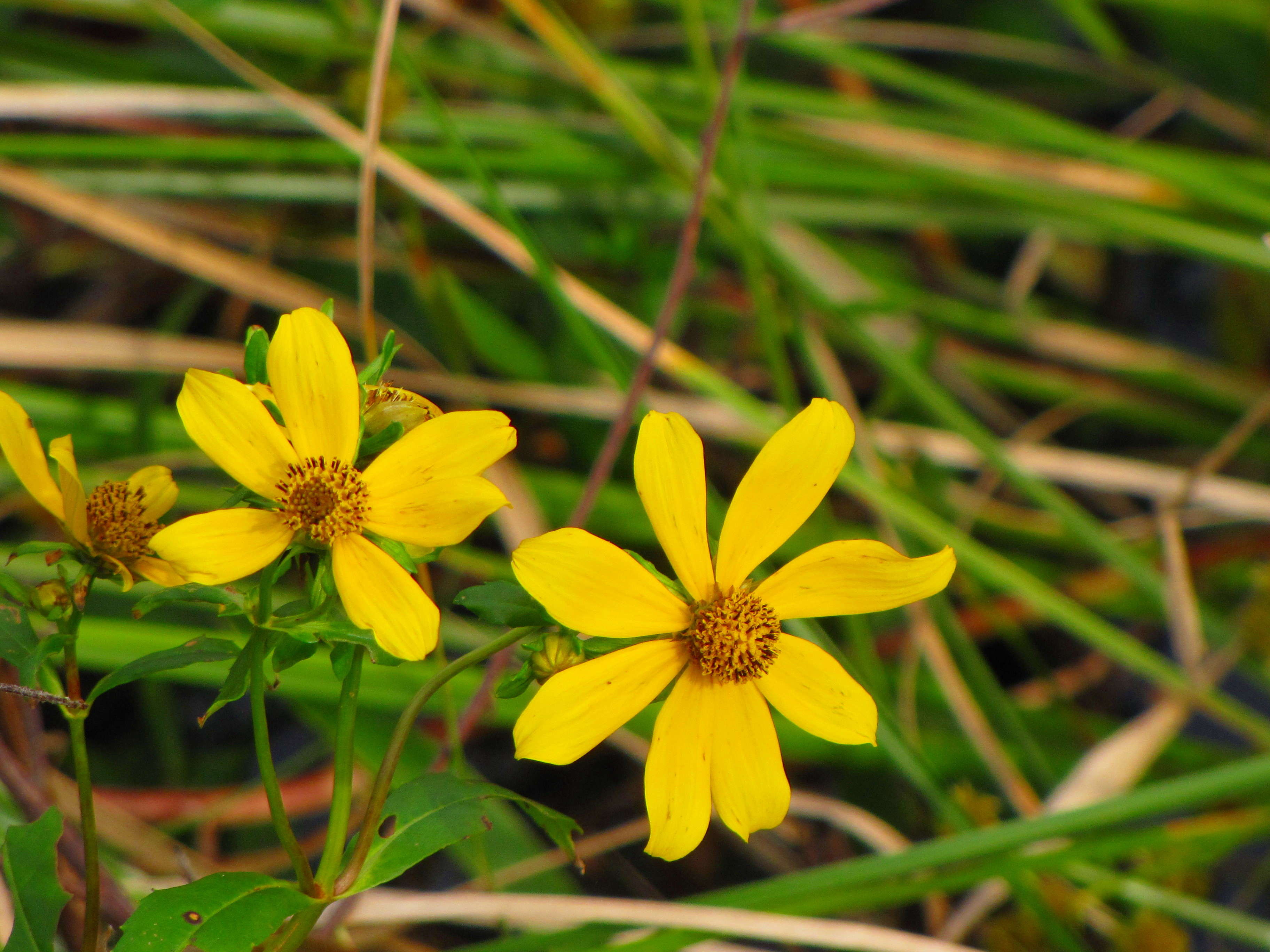
En su hábitat

## Distribución y hábitat
Es originaria de América del Sur, donde crece en los humedales, incluidos los estuarios y las riberas de los ríos. Es similar en apariencia a su pariente  Bidens cernua con lo que,a veces, se confunde. B. laevis es una hierba anual o perenne que alcanza un tamaño de 20 centímetros de altura, a veces mucho más alto, superior a 1 o 2 metros de altura. Las hojas lanceoladas son estrechas de 5 a 15 centímetros de largo, con bordes finamente dentados y puntiagudos.
La inflorescencia tiene una o más cabezas de flores que se doblan hacia abajo a medida que se cargan de frutos luego de la floración. Cada cabeza tiene un centro de floretes del disco de color amarillo y una franja de 7 u 8 flores liguladas amarillas cada una de hasta 3 centímetros de largo. El fruto es un  aquenio con púas agudas.

## Taxonomía
Bidens laevis fue descrita por (L.) Britton Sterns Poggenb. y publicado en Preliminary Catalogue of Anthophyta and Pteridophyta Reported as Growing Spontaneously within One Hundred Miles of New York 29. 1888.
Etimología
Ver: Bidens
laevis: epíteto latíno que significa "dentada".
Sinonimia
- Bidens chrysanthemoides Michx.
- Bidens chrysanthemoides var. chrysanthemoides
- Bidens chrysanthemoides var. nashii (Small) Jeps.
- Bidens elegans Greene
- Bidens expansa Greene
- Bidens formosa Greene
- Bidens helianthoides Kunth
- Bidens lugens Greene
- Bidens nashii Small
- Bidens nashii Wooton
- Bidens parryi Greene
- Bidens persicifolia Greene
- Bidens quadriaristata DC.
- Bidens quadriaristata var. quadriaristata
- Bidens speciosa Parish
- Coreopsis flammula Banks ex Steud.
- Coreopsis perfoliata Walter
- Coreopsis radiata Mill.
- Helianthus laevis L.
- Heliopsis laevis (L.) Pers.
- Heliopsis laevis var. laevis
- Kerneria helianthoides (Kunth) Cass.[3]